# 21585 Polmear
21585 Polmear è un asteroide della fascia principale. Scoperto nel 1998, presenta un'orbita caratterizzata da un semiasse maggiore pari a 2,7214950 UA e da un'eccentricità di 0,0834252, inclinata di 8,32304° rispetto all'eclittica.